# الحانة (فلم)
الحانة (بالإسبانية: El bar) هو فيلم إثارة وكوميديا سوداء إسباني، من إنتاج وكتابة وإخراج أليكس دي لا إغليسيا سنة 2017. وبطولة كل من بلانكا سواريز وماريو كاساس وخوسيه سكاريستان وكارمن ماكي.
تم عرض الفيلم في الدورة 67 لمهرجان برلين السينمائي الدولي.

## القصة
يُحاصر مجموعة من الأشخاص داخل حانة وسط العاصمة الإسبانية مدريد من قبل قناص يهدد بقتل كل من يخرج منها.

## روابط خارجية
- مقالات تستعمل روابط فنية بلا صلة مع ويكي بيانات